# Khrévitsi
Khrévitsi (en rus: Хревицы) és un poble de l'óblast de Leningrad, a Rússia, que el 2017 tenia 25 habitants.